# 91
Aquesta pàgina és per a l'any. Per al nombre, vegeu noranta-u.
El 91 (XCI) fou un any comú començat en dissabte del calendari julià. En aquell temps, era conegut com a any del consolat de Glabrió i Trajà (o, més rarament, any 844 ab urbe condita). L'ús del nom «91» per referir-se a aquest any es remunta a l'alta edat mitjana, quan el sistema Anno Domini esdevingué el mètode de numeració dels anys més comú a Europa.

## Esdeveniments
- Plini el Jove és anomenat tribú de la plebs

## Necrològiques
- Júlia Flàvia, filla de l'emperador Tit